# 2010年亚洲残疾人运动会乌兹别克斯坦代表团
2010年亚洲残疾人运动会乌兹别克斯坦代表团共派出25名运动员参赛，其中男运动员24名，女运动员1名。
奖牌榜：
| 名次 | 代表团       | 金牌 | 银牌 | 铜牌 | 总数 |
| ---- | ------------ | ---- | ---- | ---- | ---- |
| 18   | 乌兹别克斯坦 | 1    | 2    | 3    | 6    |

## 奖牌获得者

### 金牌
1. 阿利舍尔·乌斯莫诺夫：田径 - 男子800米 - T12

### 银牌
1. 谢里夫·哈利洛夫：柔道 - 男子73公斤级
2. 胡斯尼丁·努尔别科夫：田径 - 男子铅球 - F37/38

### 铜牌
1. 哈桑·科西莫夫：柔道 - 男子81公斤级
2. 多尼约尔·萨利耶夫：柔道 - 男子跳远 - F13
3. 乌兹别克斯坦：柔道 - 男子4x100米接力 - T11-1